# Chiesa-oratorio di San Bernardino
La chiesa-oratorio di San Bernardino da Siena è un edificio religioso quattrocentesco che si trova a San Bernardino, frazione di Mesocco.

## Storia
La costruzione dell'edificio iniziò nel 1450, subito dopo la proclamazione della santità di Bernardino da Siena da parte di papa Niccolò V, e si concluse intorno al 1467. La chiesa subì tuttavia notevoli modifiche nel corso dei secoli: nel Seicento fu realizzata la volta, nella prima metà del secolo successivo fu ampliato e nel 1932 e nel 1974 subì importanti restauri.

## Descrizione

### Esterni
Esternamente la navata, con una lieve sporgenza, è modificata da due corpi che la deformano: la sagrestia nella parte meridionale e il campanile, dotato di tetto a piramide, nella parte opposta. Il coro è quadrato.

### Interni
Il tetto del lato ovest della navata è di legno ed è stato realizzato in epoche recenti. Della copertura originaria si conservano invece la parte orientale della navata, con volta a botte e il coro, dotato invece di volta a crociera. Anche le decorazioni quattrocentesche, che raffigurano San Bernardino e San Sebastiano e sono attribuite agli allievi di Cristoforo da Seregno, non sono ben conservate, avendo subìto nel corso dei secoli interventi incisivi. Stessa sorte è toccata alle decorazioni che si trovano a ridosso dell'ingresso della sagrestia, coperte da pitture posteriori. Si conservano invece i dipinti realizzati da Jeanne Bonalini nel 1932.